# Batracomorphus tenuis
Batracomorphus tenuis är en insektsart som beskrevs av Evans 1972. Batracomorphus tenuis ingår i släktet Batracomorphus och familjen dvärgstritar. Inga underarter finns listade i Catalogue of Life.